# Psarocolius cassini
Psarocolius cassini là một loài chim trong họ Icteridae.